# Parco nazionale di Mananara Nord
Il Parco nazionale di Mananara Nord è un'area naturale protetta ubicata sulla costa nord-orientale Madagascar. Istituita nel 1989, dal 1990 l'area è entrata a far parte della Rete mondiale di riserve della biosfera dell'UNESCO.

## Territorio
L'area protetta è localizzata sulla costa nord-orientale del Madagascar, sul versante meridionale della baia di Antongil. Ha una superficie complessiva di circa  24.000 ha, a sua volta suddivisa in un parco terrestre di 23.000 ha e un parco marino di circa 1.000 ha, comprendente le isole di Nosy Antafana, Nosy Rangontsy e Nosy Hely. Attorno al nucleo centrale del parco nazionale si estende l'area della riserva della biosfera per complessivi 144.000 ettari.

## Flora
L'area del parco è quasi interamente ricoperta da foresta tropicale umida con prevalenza di Terminalia catappa (Combretaceae), Calophyllum spp. (Clusiaceae), Canarium spp. (Burseraceae), Heritiera spp. (Sterculiaceae), Weinmannia spp. (Cunoniaceae), Tambourissa spp. (Monimiaceae)  e Diospyros spp. (Ebenaceae); sul litorale si trovano formazioni di mangrovie dominate da Rhizophora mucronata e Avicennia marina.

## Fauna
Nel territorio della riserva vivono 11 specie di lemuri: l'aye-aye (Daubentonia madagascariensis), animale simbolo della riserva,  l'avahi orientale (Avahi laniger), il microcebo rosso (Microcebus rufus), l'indri (Indri indri), il chirogaleo bruno (Cheirogaleus major), il chirogaleo dalle orecchie pelose (Allocebus trichotis), il vari bianconero (Varecia variegata), l'apalemure grigio (Hapalemur griseus), il lemure dalla fronte bianca (Eulemur albifrons), il lemure dal ventre rosso (Eulemur rubriventer) e il lepilemure di Holland (Lepilemur hollandorum).
Sono state fino ad ora censite 77 diverse specie di uccelli tra cui il gheppio del Madagascar (Falco newtoni), il vanga codarossa (Calicalicus madagascariensis) e il vanga dall'elmo (Euryceros prevostii).
L'erpetofauna comprende 77 specie di anfibi, tra cui Boophis opisthodon e Mantella laevigata, e 59 specie di rettili, tra cui il camaleonte Brookesia superciliaris, il geco Blaesodactylus antongilensis e il serpente Sanzinia madagascariensis.